# Wyaconda
Wyaconda és una població dels Estats Units a l'estat de Missouri. Segons el cens del 2000 tenia 310 habitants.

## Demografia
Segons el cens del 2000, Wyaconda tenia 310 habitants, 138 habitatges, i 84 famílies. La densitat de població era de 184,1 habitants per km².
Dels 138 habitatges en un 23,9% hi vivien nens de menys de 18 anys, en un 47,1% hi vivien parelles casades, en un 10,1% dones solteres, i en un 39,1% no eren unitats familiars. En el 34,8% dels habitatges hi vivien persones soles el 19,6% de les quals corresponia a persones de 65 anys o més que vivien soles. El nombre mitjà de persones vivint en cada habitatge era de 2,25 i el nombre mitjà de persones que vivien en cada família era de 2,87.
Per edats la població es repartia de la següent manera: un 22,9% tenia menys de 18 anys, un 9% entre 18 i 24, un 24,5% entre 25 i 44, un 22,3% de 45 a 60 i un 21,3% 65 anys o més.
L'edat mediana era de 41 anys. Per cada 100 dones de 18 o més anys hi havia 83,8 homes.
La renda mediana per habitatge era de 20.893 $ i la renda mediana per família de 25.000 $. Els homes tenien una renda mediana de 24.107 $ mentre que les dones 15.313 $. La renda per capita de la població era de 12.913 $. Entorn del 22,5% de les famílies i el 24,1% de la població estaven per davall del llindar de pobresa.

## Poblacions més properes
El següent diagrama mostra les poblacions més properes.